# Громкий (корвет)
«Громкий» — российский корвет с управляемым ракетным вооружением ближней и дальней морской зоны Военно-Морского Флота Российской Федерации, второй корабль проекта 20380 построенный на Амурском судостроительном заводе (АСЗ). В составе 165-й бригады Приморской флотилии разнородных сил  ТОФ с базированием в городе Владивосток.
Предназначен для патрулирования, ведения борьбы с надводными и подводными кораблями противника, поддержки морского десанта в ближней морской зоне.

## Строительство
Заложен на стапеле АСЗ 17 февраля 2012 года.
28 июля 2017 года корабль выведен из цеха и помещен в достроечный док на Амурском судостроительном заводе. К 1 ноября был сформирован экипаж корабля, состоящий только из военнослужащих проходящих службу по контракту. И к 24 ноября экипаж корабля прибыл в Санкт-Петербург, и приступил к обучению в Объединенном учебном центре ВМФ России. Практическую подготовку команда проходила на первом построенном на АСЗ корвете «Совершенный».
На 7 февраля 2018 года готовность корабля составляла 84 %. В конце мая экипаж прибыл на Амурский судостроительный завод. В июне было начато заселение корабля для обеспечения его ходовых испытаний и приёмки корабля от судостроителя. В августе «Громкий» переведён во Владивосток для прохождения испытаний.
В конце октября 2018 года вышел на ходовые испытания.
Передача корабля ВМФ России запланирована на конец 2018 года.
Корабль передан в состав Тихоокеанского флота 25 декабря 2018 года.

## Конструкция
Корабль построен по модульной схеме, что позволяет устанавливать на них новые системы оружия и радиоэлектронного вооружения без больших переделок и затрат времени. Основные принципы заложенные в проект корветов — многофункциональность, компактность, малозаметность, автоматизация корабельных систем, повышенная живучесть корабля. Жизненный цикл корабля определён в 30 лет.

### Корпус и надстройка
Корпус корвета — стальной гладкопалубный. Благодаря новым обводам подводной части корпуса снижено сопротивление воды от 5 % до 25 %, в зависимости от скорости. Имеется носовой бульб.
Надстройка корабля выполнена из современных многослойных композитных материалов с усилением конструкции материалами на основе углеродистого волокна. Форма надстройки спроектирована по так называемой «стелс-технологии» с целью уменьшения радиолокационной заметности.
На корме размещён ангар с взлётно-посадочной площадкой для вертолета типа Ка-27.

### Главная энергетическая установка
Главная энергетическая установка (ГЭУ) — двухвальная дизельная. Установка создана на основе двух дизель-дизельных агрегатов ДДА12 000, в каждый из которых включены два дизеля 16Д49 производства ОАО «Коломенский завод», двух редукторных передач и одного суммирующего реверс-редукторного агрегата производства ОАО «Звезда». Дальность плавания составляет 4000 миль экономическим ходом (14 узлов)
Для выработки электроэнергии установлены четыре дизель-генератора 22-26ДГ по 630 кВт каждый.

### Вооружение боевое
- 2 × 4 ПУ «Уран-У» с противокорабельными ракетами Х-35
- 3 × 4 ВПУ ЗРК «Редут»[13]
- 2 × 6 × 30 мм артиллерийских установки АК-630М-06
- 1 × 1 × 100 мм артиллерийская установка А-190
- 2 × 4 × 330 мм торпедных аппарата с торпедами комплекса «Пакет-НК»[14]
- 2 × 1 × 14,5-мм пулемётных установки
- 2 × 2 противодиверсионный гранатомёт ДП-64 «Непрядва»
- Переносной зенитно-ракетный комплекс «Игла-С»

### Вооружение радиоэлектронное и радиотехническое

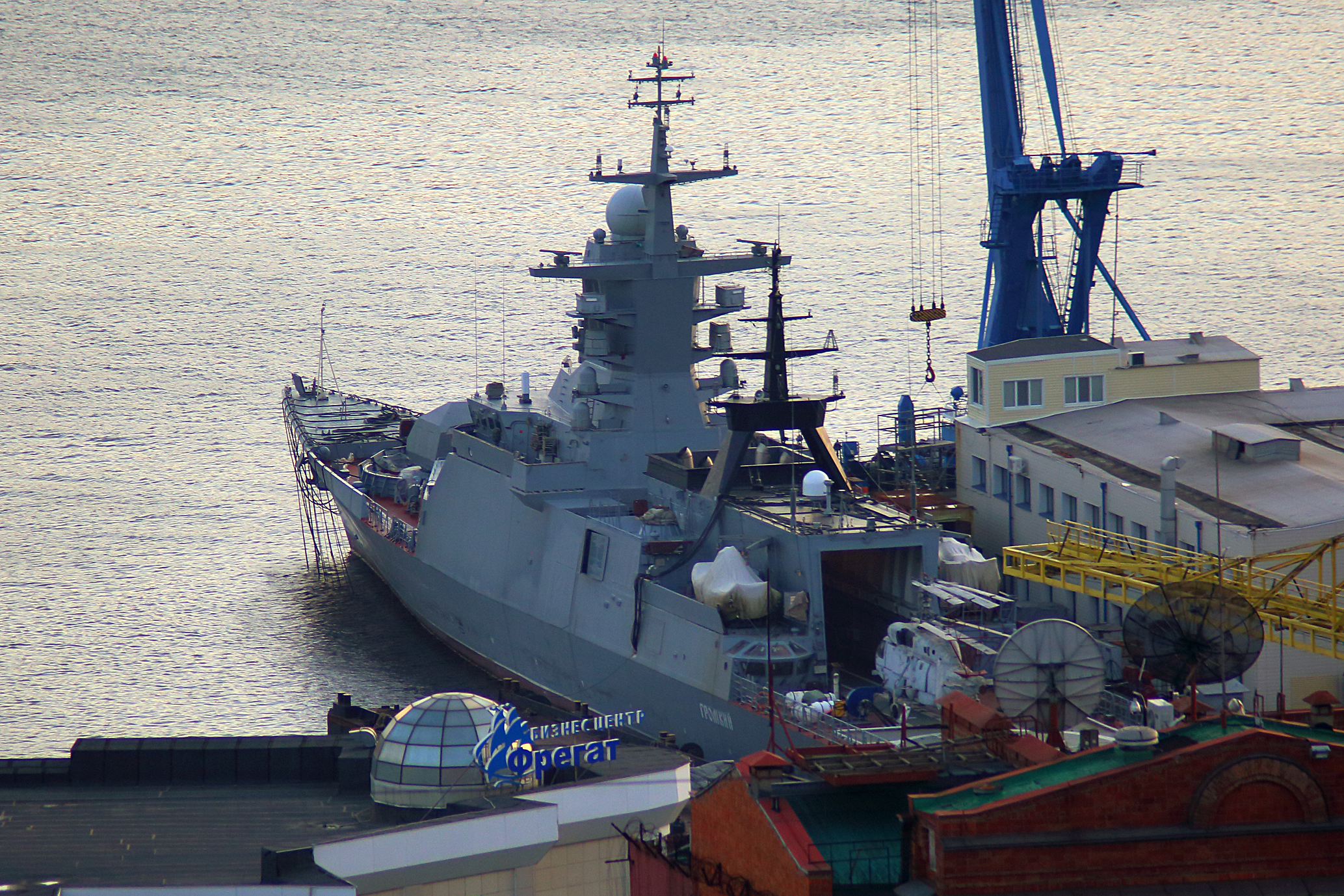
«Громкий» во время достройки на «Дальзаводе»

- Навигационная радиолокационная станция «Пал-Н»
- РЛС общего обнаружения «Фуркэ-2»
- Система спутниковой навигации CH-3101
- Система управления артиллерийским огнём 5П-10-02 «Пума»
- РЛС целеуказания «Монумент-А» в радиопрозрачном обтекателе
- Гидроакустический комплекс «Заря-2»
- Гидроакустическая станция «Минотавр-М»
- ОГАС «Анапа-М»
- Станция РЭБ постановки помех ТК-25
- Четыре пусковые установки ПК-10 снарядов радиоэлектронного подавления и постановки пассивных помех «Смелый»
- БИУС «Сигма-20380»
- Автоматизированный комплекс связи Р-779-16 «Рубероид»
- Оптическая система посадки вертолетов ОСПВ-20380
- Автоматизированный комплекс навигации и гиростабилизации для кораблей «Чардаш»[15]

## Служба

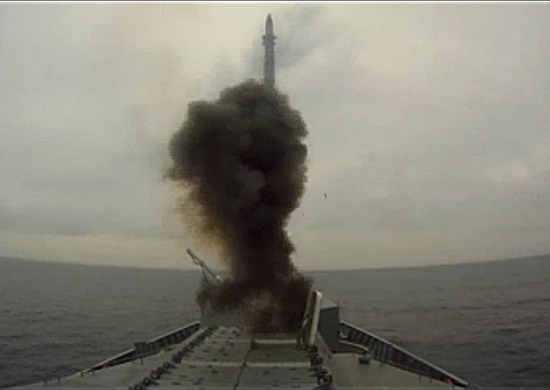
Пуск ракеты с корвета «Громкий»

Тихоокеанский флот ВМФ России.